# كريستيان بيسري
كريستيان بيسري (15 أكتوبر 1985 -)، مذيعة أخبار وصحفية لبنانية ولدت في لبنان وتعمل في قناة العربية الحدث.

## حياتها ومسيرتها
ولدت في 15 أكتوبر 1985 في بلدة حوارة، قضاء الضنية، لبنان. درست الإعلام والأدب الفرنسي في الجامعة اللبنانية الفرع الثاني الفنار. ظهرت لأول مرة في عام 2005 على قناة تيلي لوميار في تغطية أحداث وفاة يوحنا بولس الثاني، بعدها عملت في قناة إل بي سي ثم في قناة المستقبل، ثم عملت مراسلة في قناة إم تي في اللبنانية.
عام 2013 إنتقلت للعمل في قناة العربية ككاتبة محررة وشاركت في تقديم فقرة الصحافة. وبعدها أصبحت مذيعة أخبار على قناة الحدث منذ إنطلاقها في عام 2014 واستمرت بالعمل فيها إلى عام 2020 حيث إنتقلت للعمل كمذيعة في قناة سكاي نيوز عربية، وفي عام 2021 عادت إلى العمل كمذيعة في قناة الحدث. وغطت أحداث الغزو الروسي على أوكرانيا كمراسلة حربية. وفي أغسطس 2022 عملت كمراسلة في أفغانستان. في 11 نوفمبر 2022 حصلت على جائزة أفضل مراسلة تلفزيونية في الخطوط الأمامية في المنتدى العالمي للتواصل الإجتماعي الذي أقيم في عمّان، الأردن. في مايو 2023 عملت كمراسلة في تركيا لتغطية الانتخابات العامة التركية.

## الجوائز
| السنة | الجائزة                                  | مقدمة من                          | النتيجة | مراجع  |
| ----- | ---------------------------------------- | --------------------------------- | ------- | ------ |
| 2022  | أفضل مراسلة تلفزيونية في الخطوط الأمامية | المنتدى العالمي للتواصل الإجتماعي | فوز     | [ 14 ] |